# Foreign Affair
Foreign Affair ist das siebte Studioalbum der US-amerikanisch-Schweizer Sängerin Tina Turner, das im September 1989 erschien.

## Entstehung und Veröffentlichung
Die Erstveröffentlichung von Foreign Affair erfolgte am 12. September 1989 bei Capitol Records. Das Album erschien in seiner Originalausführung als CD (Katalognummer: CDP 7 93129 2) und LP (Katalognummer: 064 7 91873 1) mit zwölf Titeln. Am 16. Juli 2021 erschien eine Neuauflage bei Parlophone, darunter eine Deluxeversion mit dem Bonusalbum B-Sides, Remixes and Unreleased Demo (Katalognummer: 0190295154967) sowie ein remastertes Boxset, das nochmals um zwei Tonträger mit Liveaufnahmen aus Barcelona, aus dem Jahr 1990, erweitert wurde.
Geschrieben und produziert wurden die Lieder durch verschiedene, wechselnde Autoren und Musikproduzenten, darunter namhafte Musiker wie Albert Hammond, Dan Hartman, Holly Knight, Graham Lyle oder auch Tony Joe White. Die meisten Autorenbeteiligungen und Produktionen entstammen von Hartman, der an neun Produktionen und beim Schreibprozess von einem Lied beteiligt war. Tina Turner selbst war an der Produktion von Ask Me How I Feel und The Best beteiligt.

## Titelliste
1. Steamy Windows (Tony Joe White) – 4:03
2. The Best (Mike Chapman, Holly Knight) – 5:28
3. You Know Who (Is Doing You Know What) (White) – 3:45
4. Undercover Agent For The Blues (White, White) – 5:20
5. Look Me In The Heart (Tom Kelly, Billy Steinberg) – 3:42
6. Be Tender With Me Baby (David, Albert Hammond) – 4:18
7. You Can’t Stop Me Loving You (David, Hammond) – 4:00
8. Ask Me How I Feel (Hammond, Knight) – 4:46
9. Falling Like Rain (David Munday, Sandy Stewart) – 4:03
10. I Don’t Wanna Lose You (Hammond, Graham Lyle) – 4:20
11. Not Enough Romance (Hammond, Lyle) – 4:04
12. Foreign Affair (White) – 4:27

## Singleauskopplungen
| Jahr | Titel                  | Höchstplatzierung, Gesamtwochen, AuszeichnungChartplatzierungen (Jahr, Titel, , Platzierungen, Wochen, Auszeichnungen, Anmerkungen) | Höchstplatzierung, Gesamtwochen, AuszeichnungChartplatzierungen (Jahr, Titel, , Platzierungen, Wochen, Auszeichnungen, Anmerkungen) | Höchstplatzierung, Gesamtwochen, AuszeichnungChartplatzierungen (Jahr, Titel, , Platzierungen, Wochen, Auszeichnungen, Anmerkungen) | Höchstplatzierung, Gesamtwochen, AuszeichnungChartplatzierungen (Jahr, Titel, , Platzierungen, Wochen, Auszeichnungen, Anmerkungen) | Höchstplatzierung, Gesamtwochen, AuszeichnungChartplatzierungen (Jahr, Titel, , Platzierungen, Wochen, Auszeichnungen, Anmerkungen) | Anmerkungen                                                   |
| Jahr | Titel                  | DE | AT | CH | UK | US | Anmerkungen                                                   |
| ---- | ---------------------- | --- | --- | --- | --- | --- | ------------------------------------------------------------- |
| 1989 | The Best               | DE4 (25 Wo.)DE | AT2 (19 Wo.)AT | CH3 (24 Wo.)CH | UK5 ×2Doppelplatin · (18 Wo.)UK | US15 (14 Wo.)US | Erstveröffentlichung: 2. September 1989 Verkäufe: + 1.505.000 |
| 1989 | I Don’t Wanna Lose You | DE38 (19 Wo.)DE | AT20 (11 Wo.)AT | CH30 (1 Wo.)CH | UK8 (11 Wo.)UK | — | Erstveröffentlichung: 18. November 1989                       |
| 1989 | Steamy Windows         | DE29 (15 Wo.)DE | AT18 (7 Wo.)AT | CH14 (7 Wo.)CH | UK13 (6 Wo.)UK | US39 (11 Wo.)US | Erstveröffentlichung: 20. November 1989                       |
| 1990 | Foreign Affair         | DE35 (15 Wo.)DE | — | — | — | — | Erstveröffentlichung: 5. Mai 1990                             |
| 1990 | Look Me in the Heart   | — | — | — | UK31 (6 Wo.)UK | — | Erstveröffentlichung: 11. August 1990                         |
| 1990 | Be Tender with Me Baby | — | — | — | UK28 (4 Wo.)UK | — | Erstveröffentlichung: 13. Oktober 1990                        |

## Rezensionen
Allmusic vergab drei von fünf Sternen. Neben den „reifen“ Songs zähle vor allem Undercover Agent of the Blues zu den interessantesten Stücken, es sei „one of the finest pop-blues performances since B.B. King’s The Thrill Is Gone“.

## Kommerzieller Erfolg

### Chartplatzierungen
Das Album avancierte zum Nummer-eins-Erfolg in Deutschland, Norwegen, Österreich, Schweden, der Schweiz und dem Vereinigtes Königreich. Darüber hinaus erreichte es Top-10-Platzierungen in Neuseeland (Rang 7) und den Niederlanden (Rang 9).
| ChartsChartplatzierungen       | Höchstplatzierung | Wochen |
| ------------------------------ | ----------------- | ------ |
| Deutschland (GfK)              | 1 (66 Wo.)        | 66     |
| Österreich (Ö3)                | 1 (54 Wo.)        | 54     |
| Schweiz (IFPI)                 | 1 (54 Wo.)        | 54     |
| Vereinigte Staaten (Billboard) | 31 (21 Wo.)       | 21     |
| Vereinigtes Königreich (OCC)   | 1 (82 Wo.)        | 82     |

| ChartsJahrescharts (1989) | Platzierung |
| ------------------------- | ----------- |
| Deutschland (GfK)         | 29          |
| Österreich (Ö3)           | 21          |
| Schweiz (IFPI)            | 29          |

| ChartsJahrescharts (1990) | Platzierung |
| ------------------------- | ----------- |
| Deutschland (GfK)         | 7           |
| Österreich (Ö3)           | 4           |
| Schweiz (IFPI)            | 5           |

### Auszeichnungen für Musikverkäufe
Das Album verkaufte sich laut Quellen über neun Millionen Mal, davon sind über 4,8 Millionen Einheiten durch Schallplattenauszeichnungen belegt.
| Land/Region                  | Auszeichnungen für Musikverkäufe (Land/Region, Auszeichnung, Verkäufe) | Verkäufe  |
| ---------------------------- | ---------------------------------------------------------------------- | --------- |
| Australien (ARIA)            | Platin                                                                 | 70.000    |
| Dänemark (IFPI)              | 2× Platin                                                              | 200.000   |
| Deutschland (BVMI)           | 2× Platin                                                              | 1.200.000 |
| Finnland (IFPI)              | Platin                                                                 | 86.895    |
| Frankreich (SNEP)            | 2× Gold                                                                | 200.000   |
| Italien (FIMI)               | 2× Platin                                                              | 500.000   |
| Kanada (MC)                  | Platin                                                                 | 100.000   |
| Neuseeland (RMNZ)            | Platin                                                                 | 20.000    |
| Niederlande (NVPI)           | Platin                                                                 | 100.000   |
| Österreich (IFPI)            | 3× Platin                                                              | 150.000   |
| Schweden (IFPI)              | Platin                                                                 | 100.000   |
| Schweiz (IFPI)               | 4× Platin                                                              | 200.000   |
| Singapur (RIAS)              | 2× Platin                                                              | 30.000    |
| Spanien (Promusicae)         | Platin                                                                 | 100.000   |
| Vereinigte Staaten (RIAA)    | Gold                                                                   | 500.000   |
| Vereinigtes Königreich (BPI) | 5× Platin                                                              | 1.500.000 |
| Insgesamt                    | 3× Gold · 27× Platin ·                                                 | 5.056.895 |

Hauptartikel: Tina Turner/Auszeichnungen für Musikverkäufe